# Jamaica Hills (Queens)
Jamaica Hills  est un quartier de la municipalité de New York, situé au cœur de l’arrondissement du Queens.
C'est un petit quartier de classe moyenne, entouré par Hillcrest (au nord de Grand Central Parkway), Jamaica Estates (à l'est de Homelawn Street, une continuation d'Utopia Parkway (en)), Jamaica (au sud de Hillside Avenue) et Briarwood (à l'ouest de Parsons Boulevard (en)). Il est centré sur la moraine qui s'étend sur toute la longueur de Long Island.
Peuplé à l'origine de personnes ayant quitté des quartiers en transition ethnique, Jamaica Hills a commencé à se diversifier sur le plan ethnique après 1964. Aujourd'hui, la population est très mélangée, avec une importante population sud-asiatique et de plus petites populations originaires des Caraïbes, d'Amérique centrale et de Chine. En raison de l'ouverture d'une église grecque orthodoxe dans les années 1960, de nombreux immigrants grecs vivent également dans le quartier.
Jamaica Hills est patrouillé par le 107e commissariat de police de la ville de New York.